# Миммс, Тони
Тони Миммс ((англ. Tony Mimms), настоящее имя Энтони Резерфорд (англ. Anthony Rutherford); ?,  Глазго, —  31 января 2005, Рим) —  шотландский музыкант, продюсер и дирижёр. Миммс стал одним из самых известных аранжировщиков и продюсеров итальянской поп-музыки.

## Биография
Впервые в Италию Тони Міммс прибыл в 1966 году со своей группой «The Senate».
После роспуска «The Senate», он выпустил сольный альбом в 1970 году в сотрудничестве с французской группой «I Pyrañas». В 1972 году вышел их второй альбом. Потом сотрудничал с итальянской студией «RCA Italiana»» в качестве аранжировщика.
Тони Миммс участвовал в создании альбомов таких известных итальянских исполнителей как: Фабрицио Де Андре, Клаудио Бальони, Адриано Челентано, Мина Мадзини, Ренато Дзеро, Лоредана Берте, Альберто Радиус, Миа Мартини, Марио Лавецци, Иван Грациани и многих других.
Погиб 31 января 2005 года — был сбит машиной во время перехода улицы.

## Дискография

### LP(33 оборота) вместе с«The Senate»
- 1969: Piper Club Dance (ARC, ALPS 11011)
- 1969: Le più belle canzoni dei Beatles & dei Rolling Stones (RCA Italiana, ALPS 10440)

### LP (33 оборота) сольные альбомы
- 1970: Tony Mimms (RCA Italiana, PSL 10454)
- 1972: S. O. S. (Enny, ENLY 55096)

### LP (45 оборотов) сольные альбомы
- 1969: Midnight Cowboy/Le belle di notte (RCA Italiana, PM 3503)
- 1976: Beautiful Feelin'/Soul Connection (OK Production, 5401 002)
- 1978: Come ti vorrei amare/Il sole è alto (OK Production, 5401 009)